# Симон Вуе
Симон Вуе (фр. Simon Vouet; 9. јануар 1590, Париз—30. јануар 1652, Париз) био је француски сликар и декоратер из епохе Барока. На почетку каријере био је каравађиста, а касније је стварао у стилу Неокласицизма. Постао је 1627. године главни сликар на двору краља Луја XIII. За његово сликарство су карактеристичне: велике композиције, театралне перспективе, наглашени  изрази лица, одабране позе и сјајна палета боја.